# Lumsk (band)
Lumsk er et folkemetalband fra Trondheim, Norge. De kombinerer traditionel norsk folkemusik med rock og heavy metal, til hvad gruppen selv har kaldt skogsmetal (på dansk: skovmetal). Musikken skiller sig ud fra genrens øvrige bands ved bl.a. af benytte sig af violin og kvindelig vokal.

## Biografi
Efter at have udgivet en selvproduceret demo i år 2001 og have optrådt på enkelte samlings-cd'er, fik gruppen kontrakt med Tabu Recordings, hvor de i 2003 udgav deres debut-album, Åsmund Frægdegjevar. Albummet udmærkede sig ved først og fremmest at være en komposition, der ikke umiddelbart havde mage; både på det rent musikalske område, hvor det var skelsættende med sin blanding af klassiske instrumenter og tung metal, men også i kraft af sangenes indbyrdes tilhørsforhold – tilsammen udgjorde sangene en beretning om den navngivne sagnhelt Åsmund, der i Lumsks tolkning sejler fra Irland for at redde en kongedatter fra en gruppe trolde.
Få år efter og med en ny forsanger udgav bandet sit andet album kaldet Troll. Albummet afveg på mange måder fra forgængeren – bandet havde fået ny forsanger og guitarist, og musikken var generelt knap så tung og dyster som på debutalbummet. Der var ligeledes færre sange, og de, der var, udgjorde ikke tilsammen én fortælling, men var derimod fortællinger for sig; fortællinger, der baserede sig på den nordiske mytologi og var skrevet af sagnforfatteren Birger Sivertsen og hans kone Kristin.
Samme år udgav bandet singlen Nidvisa, der, foruden sangen Allvis fra Troll, indeholdt en nidvise skrevet for aktionsgruppen Gi oss jula tilbake i protest mod varehusenes tidlige juleoppyntning. Overskuddet fra salget af singlen gik også til aktionsgruppen. I september 2006 færdiggjorde Lumsk indspilningen af deres nyeste album, Det Vilde Kor, der blev udgivet i Danmark 27. marts 2007. Albummet er en hyldest til den norske digter Knut Hamsun, og sangteksterne på albummet stammer fra digterens digtsamling fra 1904, Det vilde Kor.
I juli 2007 meddelte Espen på Lumsks hjemmeside, at Ketil og Siv Lena pga. fødsel ville forlade bandet. De blev erstattet af de svenske musikere Håkan Lundqvist og Jenny Gustafsson. Gruppen leder desuden efter en erstatning for sangeren Stine Mari Langstrand, der ligeledes forlod bandet i 2007.

## Diskografi
- Demo – 2001
- Åsmund Frægdegjevar – 2003
- Troll – 2005
- Nidvisa (single) – 2005
- Det Vilde Kor – 2007

## Medlemmer

### Nuværende medlemmer
- Vidar Berg – trommer (2005-)
- Espen Warankov Godø – synthesizer og vokal (2000-)
- Eystein Garberg – guitar (2001-)
- Håkan Lundqvist – guitar (2007-)
- Jenny Gustafsson – violin (2007-)
- Espen Hammer – basguitar (2002-)

### Tidligere medlemmer
- Snorre Hovdal – bas og støttevokal
- Bjørnar Selsbak – guitar
- Øyvind R – guitar
- Vibeke Arntzen – vokal
- Sondre Øien – basguitar
- Steinar Årdal – vokal
- Alf Helge Lund – trommer (1999-2005)
- Siv Lena Waterloo Laugtug – violin (2001-2007)
- Ketil Sæther – guitar (2004-2007)
- Stine Mari Langstrand – vokal (2004-2007)

## Fodnoter
1. ↑  DR-programmet Horisont, 4. januar 2006 – se udsendelsen (WMV)